# Azer Moenaert
Azer Moenaert (Kortemark, 2 maart 1893 – Izegem, 10 juni 1977) was een Belgisch componist, arrangeur, beiaardier en trombonist.

## Levensloop
Moenaert kreeg zijn eerste muziekles van zijn vader en de koster E. Van Houtte. Al spoedig werd hij als kornettist lid van de plaatselijke fanfare en vervulde deze functie ook toen hij ingetogen werd tot de militaire dienst. Vanaf 1920 vestigde hij zich beroepshalve in Izegem. Aldaar werd hij lid van de Koninklijke Harmonie van de Congregatie Izegem en van het Mandelkoor. Hij was zeer geïnteresseerd in het beiaardspel en studeerde van 1922 tot 1926 aan de Koninklijke Beiaardschool Jef Denyn te Mechelen bij Jef Denyn, Staf Nees en Jef Van Hoof. In 1924 werd Azer Moenaert stadsbeiaardier van Izegem en bleef tot 1954 in deze functie. Hij verzorgde regelmatig concerten voor de regionale (West-Vlaamse) radio-omroep.
In 1921 richtte hij met anderen een orkest "Eigen Leven" op, dat in 1927 opgegaan is in de orkest- en zangvereniging "Peter Benoit Kring". Met deze vereniging verzorgde hij vele optredens en beleefde hij vele successen. In 1936 werd hij als dirigent opgevolgd door Daniël Parret.
Als arrangeur bewerkte hij melodieën uit de operette Het meisje van Damme van Willy Ostijn voor harmonie- en fanfareorkest.
Na de Tweede Wereldoorlog keerde hij als hulpdirigent naar de Koninklijke Harmonie van de Congregatie Izegem terug en speelde later nog trombone in dit harmonieorkest. Voor het honderdjarig bestaan van deze vereniging componeerde hij de concertmars Jubileumhoogtij, maar hij schreef ook andere stukken. Een aantal van zijn muzikale handschriften en manuscripten bevindt zich in de Muziekbank Vlaanderen.

## Composities

### Werken voor harmonie- of fanfareorkest
- 1953 Jubileumhoogtij, concertmars
- Aquila Rex
- Cypriana (signet bij de vieringen van het 100-jarig bestaan van de Roeselaars Stadsmuziek)
- Gezelle, kuierend langs Mandel en Leie
- Troebadoers te gast

### Vocale muziek

#### Liederen
- Maria's naam
- O Moedermaagd aan wie 't behaagt
- Pelgrimslied aan 't Heilig Hart
- Sterven van liefde
- Wees gegroet Maria

### Werken voor beiaard
- De moeder van smerten
- Klokken van het Vlaamse land

## Publicaties
- Straatkapellekes van Onze Lieve Vrouw te Izegem. Bijdrage tot de geschiedenis van Izegem, Izegem, Roeselaarsestraat 40, s.d., 43 p.